# أدريان سميث (معماري)
أدريان د. سميث (بالإنجليزية: Adrian D. Smith) (ولد: 19 أغسطس 1944 - ) مصمم معماري محترف، اشتهر ببناء الأبراج والمنشأت الحيوية الشهيرة مثل : برج خليفة في دبي بالإمارات العربية المتحدة، و فندق ترامب الدولي في شيكاغو وغيرها، وهو رسم برج المملكة بالشكل النهائي في مدينة جدة غرب السعودية.

## تعليمه
تخرج من جامعة تكساس أيه أند أم في ولاية تكساس وكما عمل في مشاريع داخل الولايات المتحدة عام 1967م، وكما ساهم بإنشاء جامعة إلينوي في شيكاغو.

## أهم أعماله

### برج خليفة
نجح أدرين سميث برسم الخطة النهائية وتصميم برج خليفة بشكلها الدولي، وافتتح اليوم الرابع من يناير عام 2010 عن أكبر برج في العالم، وتعد الإنجاز الأول لأدرين سميث في مسيرته.

## ناطحات سحاب في الشرق الأوسط
| مشروع           | مدينة  | البلد                    | النتيجة     | تاريخ الإنجاز |
| --------------- | ------ | ------------------------ | ----------- | ------------- |
| برج المملكة     | جدة    | السعودية                 | تحت الإنشاء | 2016-2017     |
| مدسار هيدكوارتر | أبوظبي | الإمارات العربية المتحدة | تنجز عام    | 2011          |
| برج بيرل رايفر  | جوانزو | الصين                    | تنجز عام    | 2012          |